# Somonino (gemeente)
De gemeente Somonino is een landgemeente in het Poolse woiwodschap Pommeren, in powiat Kartuski.
Er zijn 16 sołectw: Borcz, Egiertowo, Goręczyno, Hopowo, Kamela, Kaplica, Ostrzyce, Piotrowo, Połęczyno, Ramleje, Rąty, Rybaki, Sławki, Somonino, Starkowa Huta, Wyczechowo.
De zetel van de gemeente is in Somonino.
Op 2022 telde de gemeente  11204 inwoners.

## Oppervlakte gegevens
In 2002 bedroeg de totale oppervlakte van gemeente Somonino 112,27 km², waarvan:
- agrarisch gebied: 53%
- bossen: 36%

De gemeente beslaat 10,02% van de totale oppervlakte van de powiat.

## Demografie
Stand op 30 juni 2004:
| Omschrijving                   | Totaal | Totaal | Vrouwen | Vrouwen | Mannen | Mannen |
| ------------------------------ | ------ | ------ | ------- | ------- | ------ | ------ |
| eenheid                        | aantal | %      | aantal  | %       | aantal | %      |
| inwoners                       | 9066   | 100    | 4463    | 49,2    | 4603   | 50,8   |
| bevolkingsdichtheid (inw./km²) | 80,8   | 80,8   | 39,8    | 39,8    | 41     | 41     |

In 2002 bedroeg het gemiddelde inkomen per inwoner 1462,96 zł.

## Aangrenzende gemeenten
Kartuzy, Kościerzyna, Nowa Karczma, Przywidz, Stężyca, Żukowo